# Distretto di Köprübaşı (Manisa)
Il distretto di Köprübaşı (in turco Köprübaşı ilçesi) è uno dei distretti della provincia di Manisa, in Turchia.